# Glory, Glamour and Gold
Glory Glamour and Gold är ett musikalbum utgivet av den svenska housegruppen Army of Lovers 1994. Det är det andra albumet med konstellationen Alexander Bard, Jean-Pierre Barda, Michaela Dornonville de la Cour och Dominika Peczynski. Albumets största hitar blev Lit de Parade, ett samarbete med duon Big Money, och en remix av Sexual Revolution. Även Life Is Fantastic släpptes som singel, dock utan större framgång.

## Låtlista
1. Hurrah Hurrah Apocalypse (5:33)
2. Sexual Revolution (3:47)
3. Stand Up For Myself (4:02)
4. Lit de Parade (Video Edit) (3:16)
5. Life Is Fantastic (4:04)
6. Mr. Battyman (3:12)
7. C'est Démon (3:34)
8. Shine Like a Star (3:41)
9. You've Come a Long Way Baby (6:07)
10. Ballrooms of Versailles (3:27)
11. Dub Evolution (remix av Sexual Revolution) (4:21)
12. Like a Virgin Sacrified (4:04)
13. Lit de Parade (Radio Edit) (3:27)

## Kuriosa
- Alexander Bards efterföljande projekt Vacuum står som musikproducent på tre spår.
- Albumet innehåller en ny version av Pernilla Wahlgrens hit C'est Démon från hennes album I Myself And Me.

## Listplaceringar
| Land           | Högsta placering | Antal               |
| -------------- | ---------------- | ------------------- |
| Ryssland       | 1                | Diamant 400.000+ ex |
| Finland        | 26               | 10.000+ ex          |
| Storbritannien | 29               | 30.000+ ex          |
| Italien        | 20               | Guld 50.000+ ex     |
| USA            | 21               | 170.000+ ex         |
| Irland         | 34               | 4000+ ex            |
| Frankrike      | 3                | Guld; 200.000+ ex   |
| Japan          | 6                | Guld 100.000+ ex    |